# Prjadiwka
Prjadiwka (ukrainisch Прядівка; russisch Прядовка Prjadowka) ist ein Dorf in der ukrainischen Oblast Dnipropetrowsk mit etwa 1500 Einwohnern (2023).
Das im letzten Viertel des 18. Jahrhunderts gegründete Dorf hieß bis 1917 Oleksandriwka (Олександрівка).
Die Ortschaft liegt am Ufer der Prjadiwka (Прядівка), einem linken Nebenfluss des Oril, 22 km östlich vom ehemaligen Rajonzentrum Zarytschanka und 80 km nordwestlich vom Oblastzentrum Dnipro.
Durch das Dorf verläuft die Territorialstraße T–04–13.
Am 16. August 2016 wurde das Dorf ein Teil der neugegründeten Siedlungsgemeinde Zarytschanka, bis dahin bildete es die gleichnamige Landratsgemeinde Prjadiwka (Прядівська сільська рада/Prjadiwska silska rada) im Osten des Rajons Zarytschanka.
Am 17. Juli 2020 kam es im Zuge einer großen Rajonsreform zum Anschluss des Rajonsgebietes an den Rajon Dnipro.